# Psechrus mulu
Psechrus mulu är en spindelart som beskrevs av Levi 1982. Psechrus mulu ingår i släktet Psechrus och familjen Psechridae. Inga underarter finns listade i Catalogue of Life.